# Сельдь-илиша
Сельдь-илиша или восточная илиша (лат. Ilisha elongata) — вид морских лучепёрых рыб семейства Pristigasteridae. Обитает в тропических водах восточной части Индийского и западной части Тихого океана между 39° с. ш. и 1° ю. ш и между 103° в. д. и 138° в. д. Достигает длины 60 см.

## Описание
Максимальная длина тела 60 см, а масса — 140 г. Продолжительность жизни до 9 лет.
Тело сжатое с боков, низкое (высота составляет 24—31 % от длины). Голова небольшая. Нижняя челюсть выдаётся вперёд. Глаза большие с жировыми веками. На нижней части первой жаберной дуги 19—25 жаберных тычинок. Спинной плавник с 16—19 лучами, расположен посередине тела. В анальном плавнике 42—53 луча, он начинается под задней половиной спинного плавника. Киль на брюхе состоит из 23—26 килевых чешуй до брюшных плавников и 10—15 чешуй после. Общее число чешуй в киле 32—42. Окраска серебристая, спина серая, плавники светлые, на спинном плавнике имеется тёмная отметина, анальный и хвостовой плавники с тёмной окантовкой.

## Распространение
Эти рыбы обитают в прибрежных водах восточной части Индийского и западной части Тихого океана. Распространены в водах Пондичерри, Яванском и Восточно-Китайском морях, в у берегов Кореи и южной Японии, а в периоды потепления заходят в залив Петра Великого. Вид толерантен к пониженной солёности. Весной на нерест подходит к устьям рек, осенью уплывает дальше от берега.

## Биология
Морская стайная рыба, ведёт пелагический образ жизни. Совершает сезонные миграции, связанные с нерестом. Нерестится в мае-июне в устьях рек при температуре воды 23—26 °C и солёности 12—23,7 ‰. После нереста стаи распадаются, осенью взрослые особи и молодь уплывают от берега. Икра пелагическая, диаметр икринок 2,2—2,5 мм.
Основу рациона составляют планктонные ракообразные.

## Взаимодействие с человеком
Является объектом коммерческого промысла, особенно в Жёлтом море (Китай и Корея). Лов ведётся сетями. Используют в солёном, жареном и отварном виде. Международный союз охраны природы присвоил виду статус сохранности LC.